# Modráskovití
Modráskovití (Lycaenidae) je čeleď malých motýlů zahrnující okolo 6000 druhů na celém světě, v Evropě asi 100 druhů. Do této čeledi patří asi 40 % známých motýlích druhů. Dospělci jsou malí nebo nejvýše středně velcí, většinou jsou velcí méně než 5 cm. Samci jsou často jasně modří nebo červení, samice tmavě hnědé nebo skvrnité.

## Podčeledi a druhy
- Lipteninae
- Poritiinae
- Liphyrinae
- Liphyra brassolis
- Miletinae
- Curetinae
  - Curetis thetis
- Theclinae
  - Satyrium pruni – ostruháček švestkový
  - Atlides halesus
  - Eumaeus atala
- Lycaeninae
  - Lycaena boldenarum
  - Lycaena feredayi
  - Lycaena rauparaha
  - Lycaena salustius
  - Lycaena dispar – ohniváček černočárný
  - Lycaena phlaeas – ohniváček černokřídlý
  - Talicada nyseus
- Polyommatinae
  - Celastrina neglecta
  - Celastrina ladon
  - Cupido comyntas
  - Cupido minimus – modrásek nejmenší
  - Euphilotes battoides allyni
  - Euphilotes pallescens arenamontana
  - Polyommatus icarus – modrásek jehlicový
  - Polyommatus semiargus
  - Glaucopsyche lygdamus
  - Glaucopsyche lygdamus palosverdesensis
  - Glaucopsyche xerces (vyhynulý)
  - Maculinea arion – modrásek černoskvrnný
  - Icaricia icarioides fenderi
  - Pseudozizeeria maha